# Ritz-Carlton
The Ritz-Carlton Hotel Company, L.L.C. ist der Name einer US-amerikanischen Hotelkette mit Sitz in Chevy Chase nahe Washington, D.C.
Das Unternehmen befindet sich seit 1998 zu 99 % im Besitz von Marriott International und betreibt weltweit 81 Hotels (zwei davon in Deutschland, The Ritz-Carlton Berlin und The Ritz-Carlton Wolfsburg) und beschäftigt 40.000 Mitarbeiter.

## Geschichte

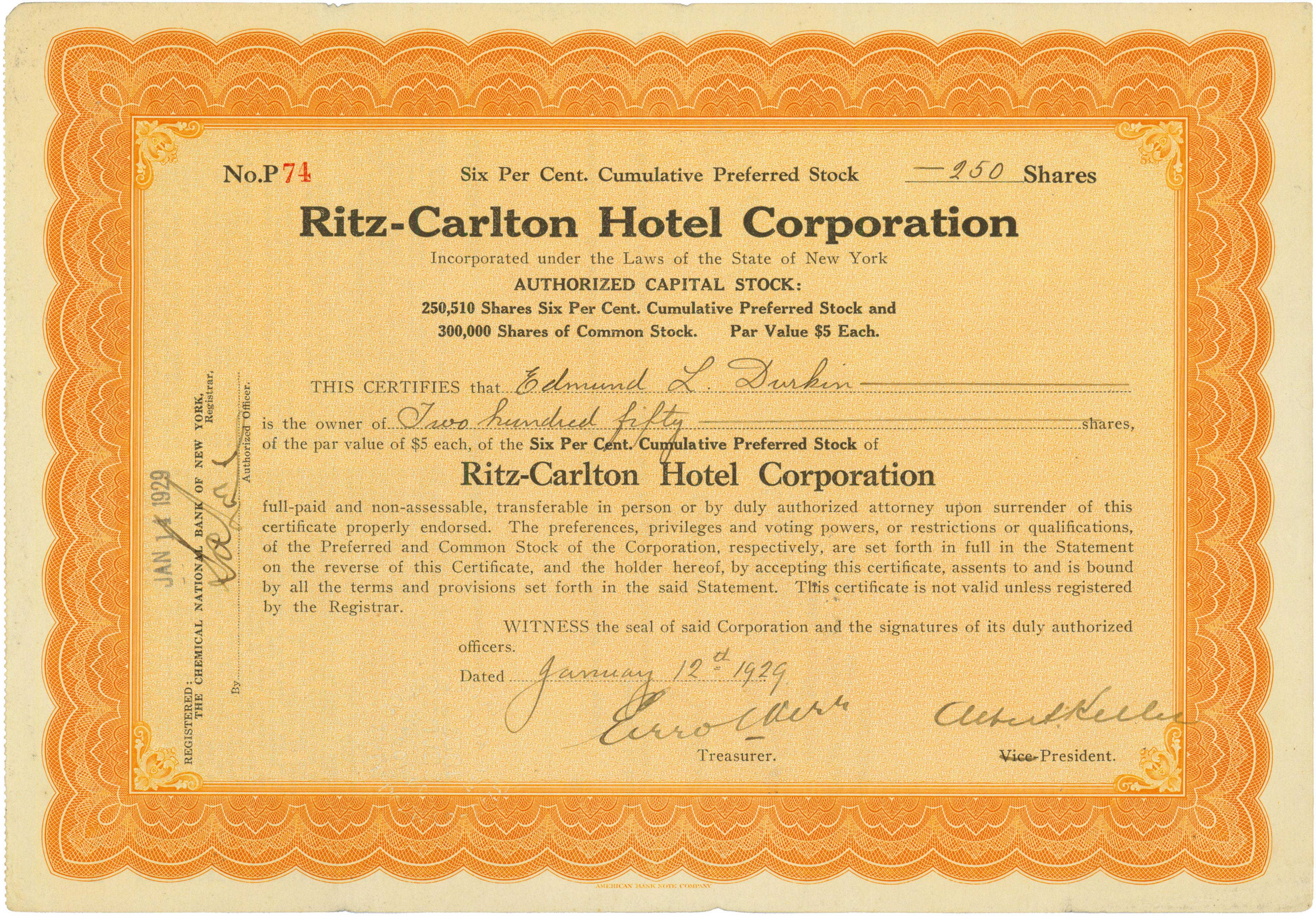
Vorzugsaktie der Ritz-Carlton Hotel Corporation vom 12. Januar 1929

Der Name Ritz-Carlton geht auf den Schweizer Hotelier César Ritz (1850–1918) zurück, der ab 1898 das Ritz Paris und ab 1899 das Carlton Hotel in London betrieb; jedoch gehört das Ritz Paris nicht zur Ritz-Carlton Kette und das Carlton existiert seit 1940 nicht mehr. 1905 wurden beide Namen für ein Restaurant auf dem Schiff Amerika erstmals zusammengeführt. 1911 wurde das erste „Ritz-Carlton Hotel“ in New York City eröffnet. Das Ritz-Carlton-Logo (Löwenkopf auf Krone) erstellte Ritz aus dem britischen Königssiegel (Krone) und dem Logo eines Geldgebers (Löwe).
Die Ritz-Carlton Investing Company wurde um 1910 in den Vereinigten Staaten von Albert Keller gegründet, der den Namen gekauft hatte und zum Franchising anbot. Das erste Ritz-Carlton Hotel in den USA eröffnete 1911 in New York City. The Ritz-Carlton Philadelphia folgte 1913, das Ritz-Carlton Montreal 1912. 1921 wurde das Ritz-Carlton Atlantic City von Keller eröffnet.
1927 eröffnete das Ritz-Carlton Boston.
1951 war nur noch das Ritz-Carlton Boston in Betrieb. 1964 kaufte Gerald F. Blakeley Jr. das The Ritz-Carlton Boston. Im August 1983 verkaufte Blakeley The Ritz-Carlton Boston und die US-Marke für 75,5 Mio. Dollar an William B. Johnson. 1988 erwarb Johnson die Exklusivrechte an der Marke The Ritz-Carlton in der ganzen Welt, mit Ausnahme des Hôtel Ritz Paris, des Ritz-Carlton in Chicago und des Ritz-Carlton Montreal.
Im Jahr 2022 bot The Ritz-Carlton erstmals Kreuzfahrten auf einem Schiff der The Ritz-Carlton Yacht Collection an; das Schiff Evrima ging Oktober 2022 in Dienst.

## Häuser

### Asien-Pazifik

#### Amerikanische Jungferninseln
- Saint Thomas

#### China

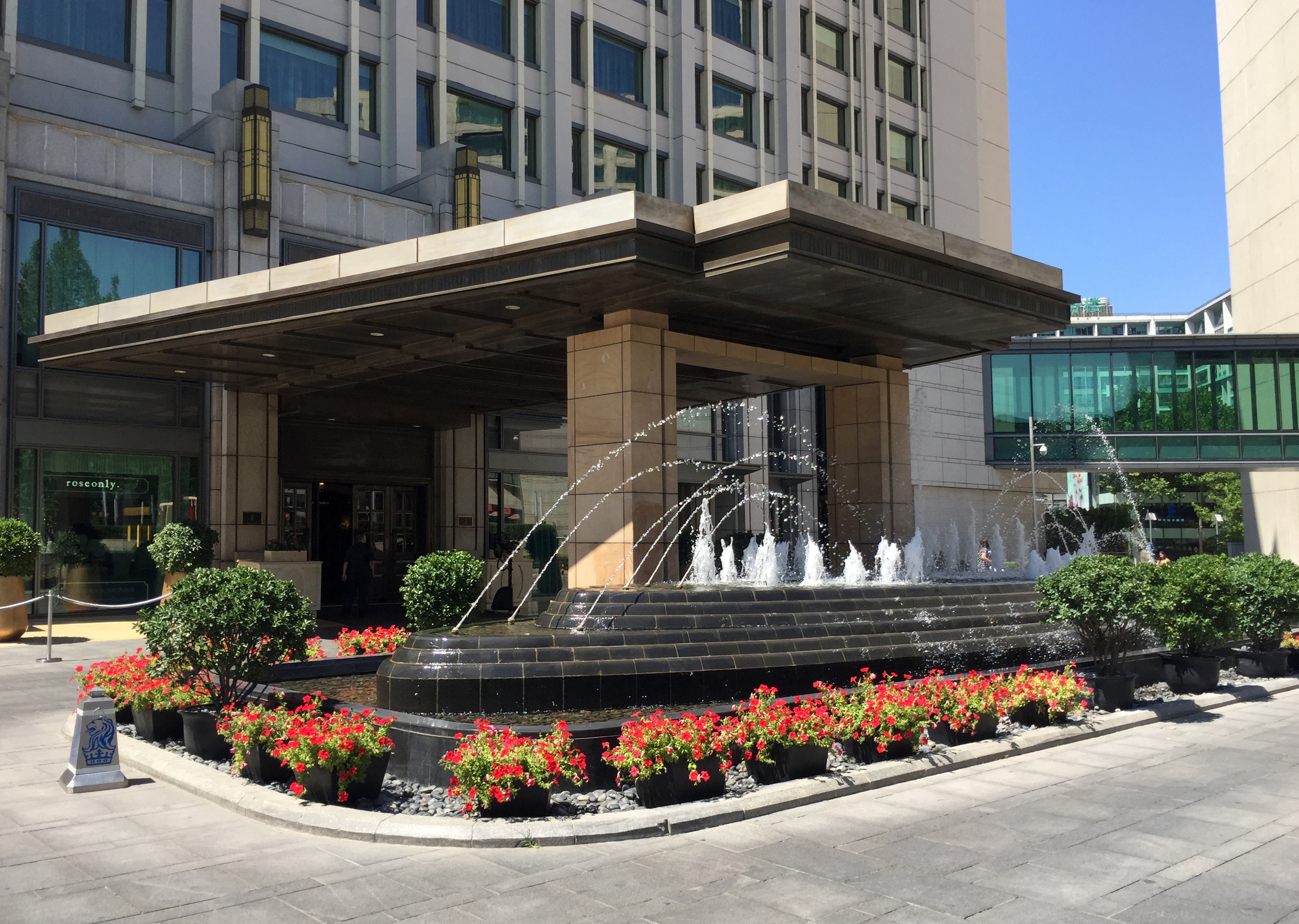
Der Hoteleingang vom The Ritz-Carlton in Peking

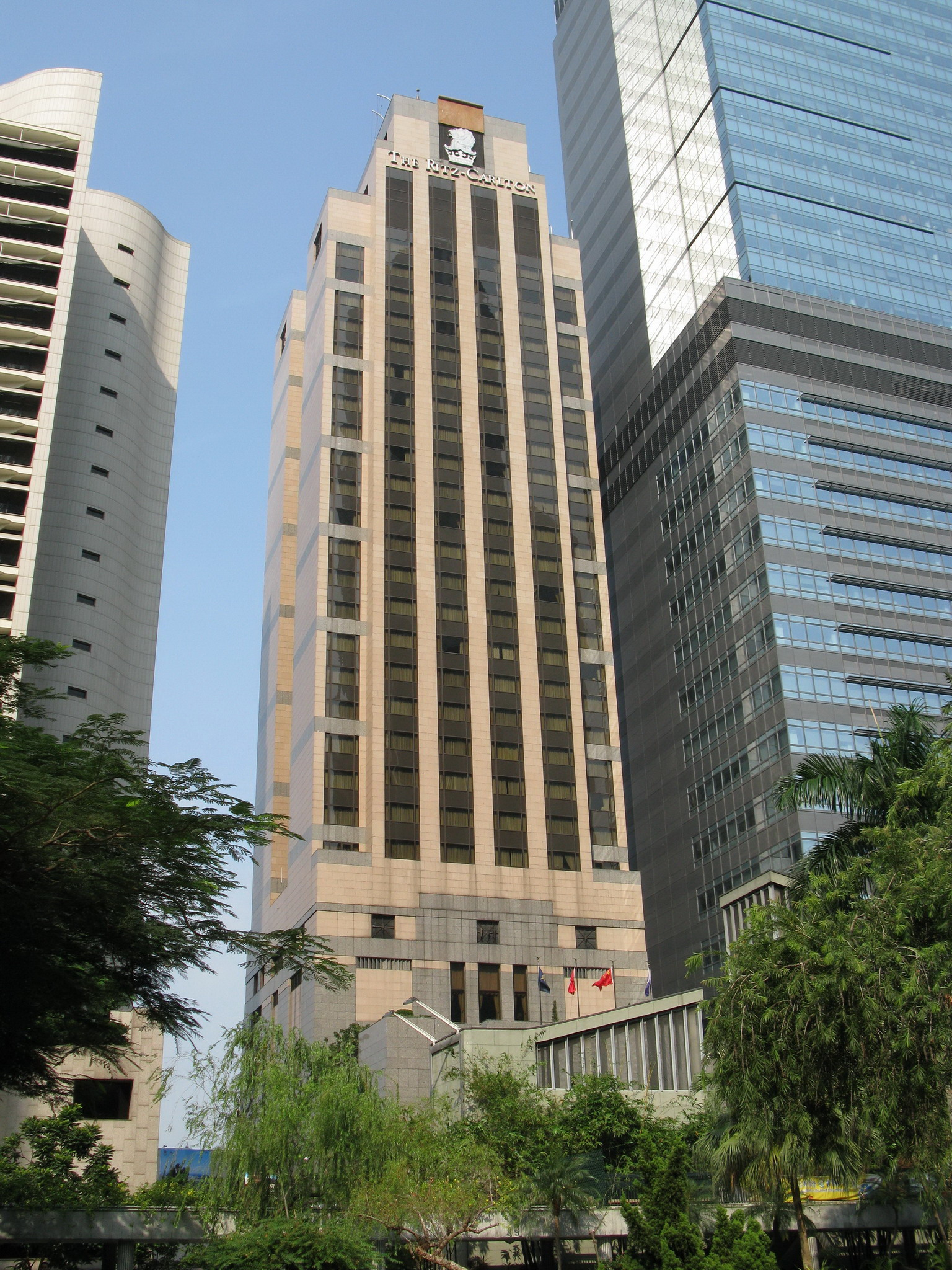
The Ritz-Carlton in Hongkong

- Peking

- Peking, Financial Street
- Chengdu
- Guangzhou
- Haikou
- Hongkong
- Sanya
- Shanghai, Pudong
- Shenzhen
- Tianjin

#### Indien
- Bangalore

#### Indonesien
- Bali
- Ubud, Mandapa
- Jakarta, Mega Kuningan
- Jakarta, Pacific Place

#### Japan
- Kyōto
- Okinawa
- Osaka
- Tokio

#### Malaysia
- Kuala Lumpur

#### Oman
- Al Bustan Palace in Maskat

#### Singapur
- Singapur

#### Thailand
- Krabi, Phulay Bay
- Koh Samui[8]

### Europa

#### Deutschland
- Berlin (The Ritz-Carlton Berlin)

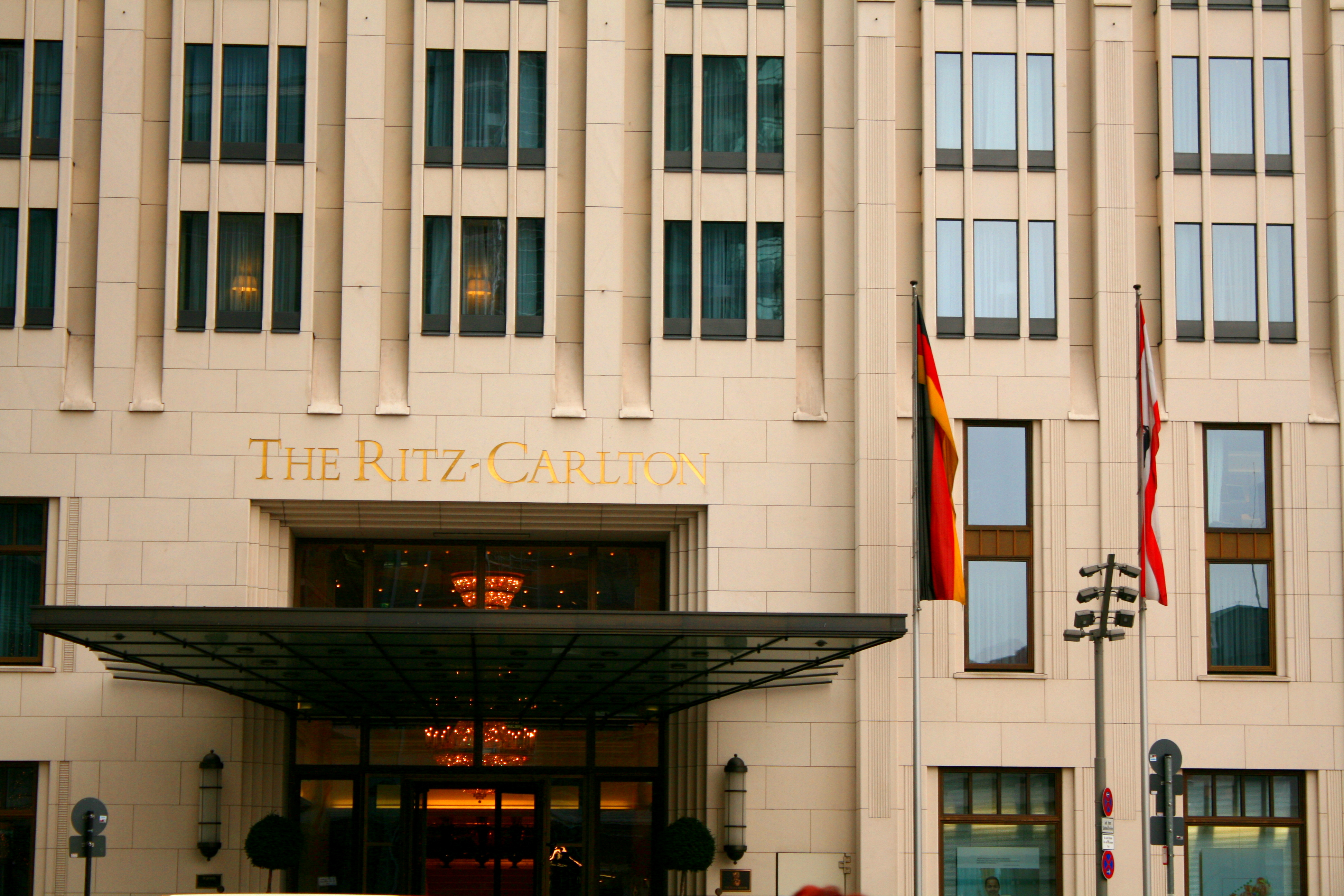
The Ritz-Carlton in Berlin

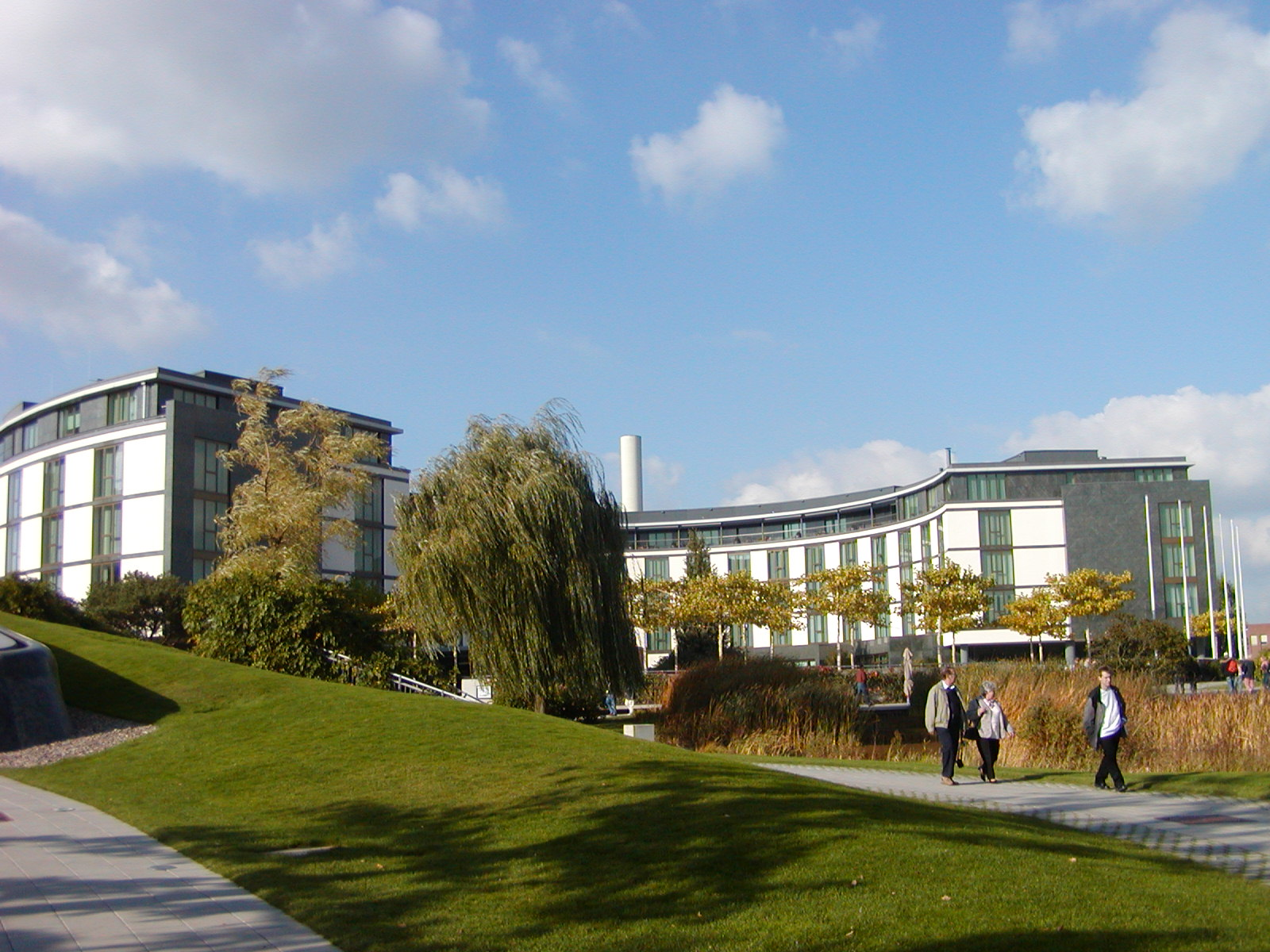
The Ritz-Carlton in Wolfsburg

- Wolfsburg (The Ritz-Carlton Wolfsburg)

#### Kasachstan
- Almaty
- Astana[9]

#### Österreich
- Wien

#### Ungarn
- Budapest

#### Portugal
- Sintra, Penha Longa

#### Russland

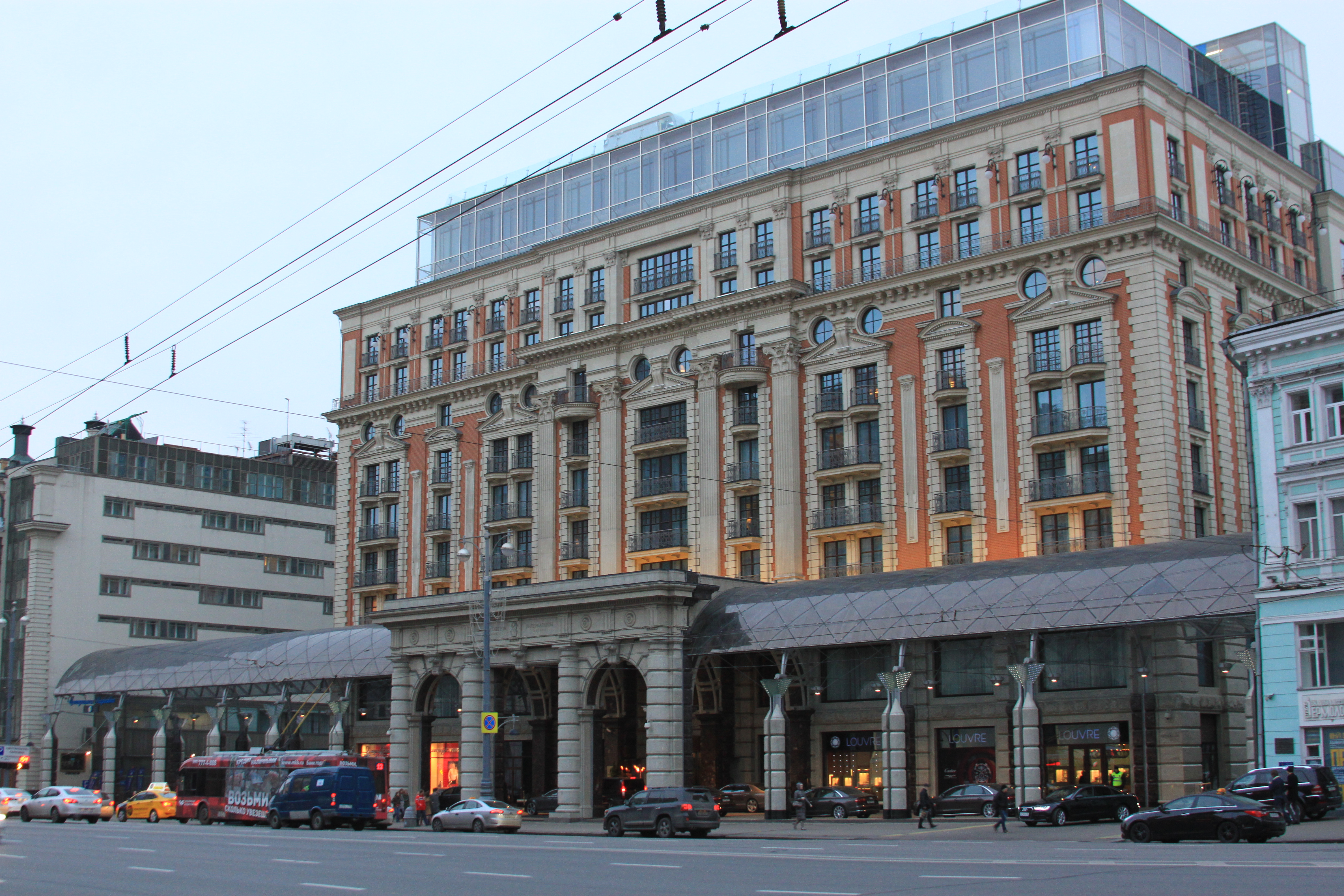
The Ritz-Carlton in Moskau

- Moskau

#### Spanien
- Barcelona, Hotel Arts
- Teneriffa, Abama
- Bilbao

#### Schweiz
- Genf

#### Türkei

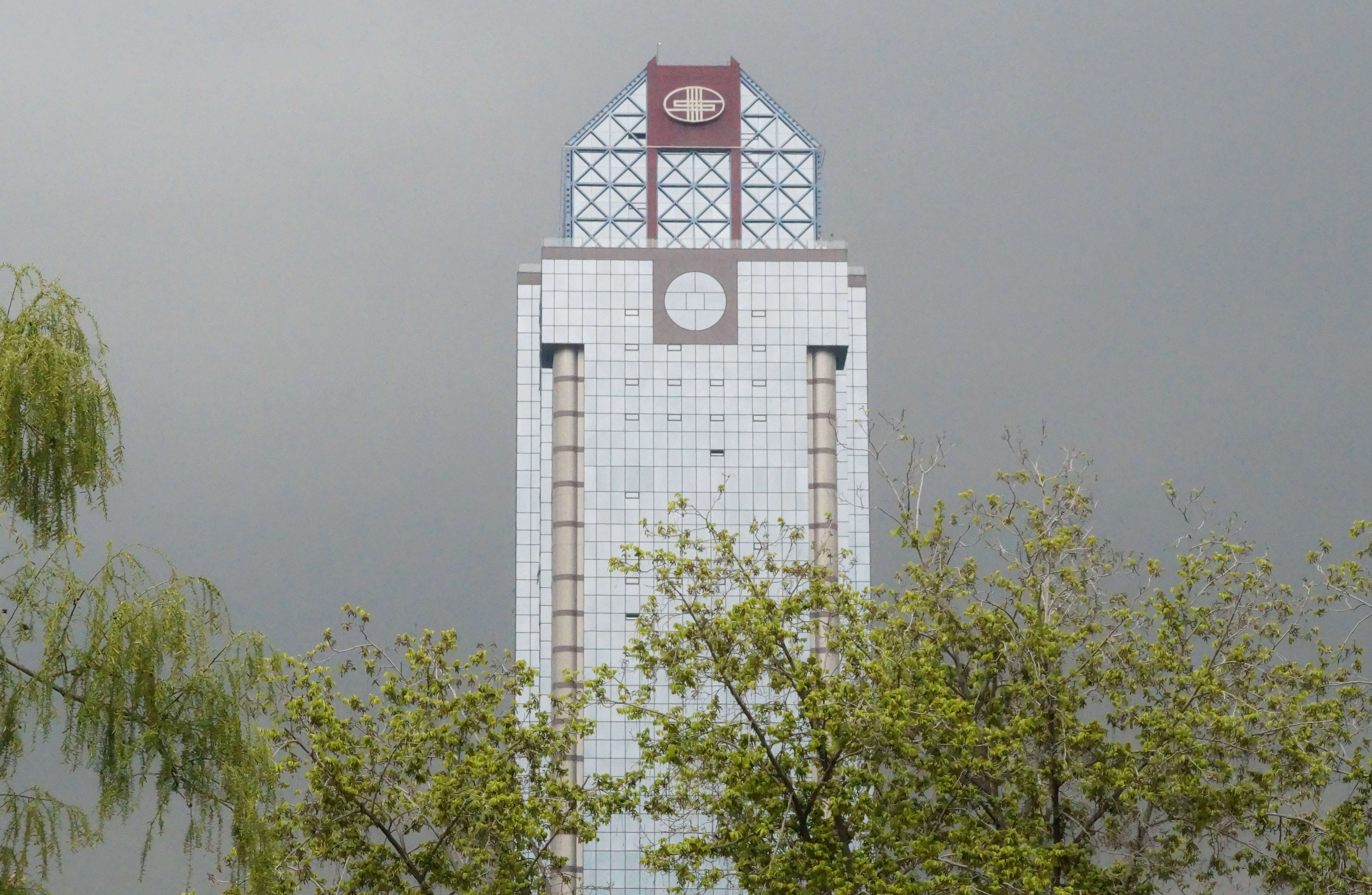
The Ritz-Carlton in Istanbul

- Istanbul

### Naher Osten und Afrika

#### Ägypten

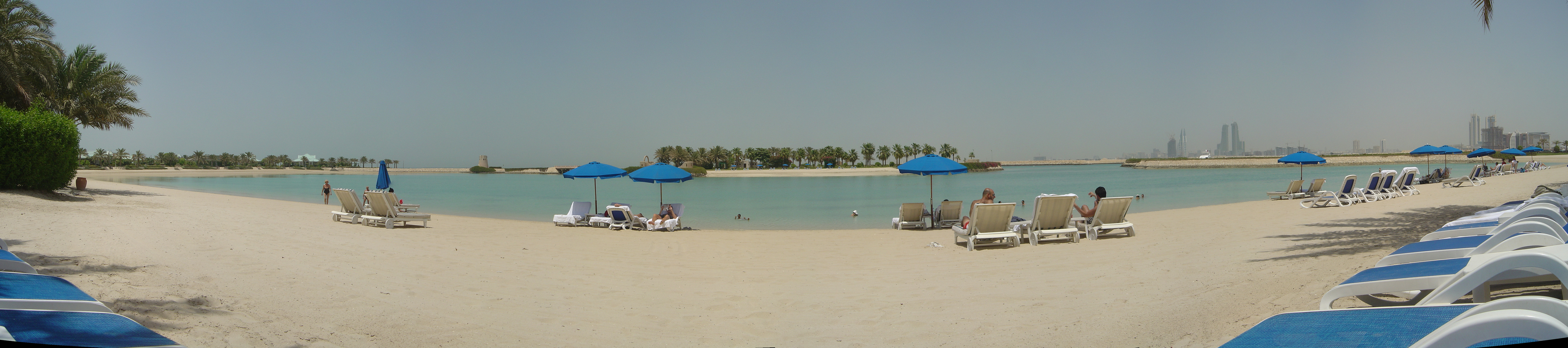
Der Strand des Ritz-Carlton in Bahrain

- Kairo

#### Bahrain
- Bahrain

#### Katar
- Doha
- Sharq Village & Spa

#### Marokko
- Tamuda Bay, a Ritz-Carlton Reserve

#### Oman
- Maskat, Al Bustan Palace

#### Saudi-Arabien
- Riad

#### Vereinigte Arabische Emirate
- Abu Dhabi
- Dubai

The Ritz-Carlton in Abu Dhabi

- Dubai International Financial Centre
- Ras al Khaimah Al Wadi Desert Resort
- Ras al Khaimah Al Hamra Beach

### Mexiko, Karibik und Lateinamerika

#### Aruba
- Aruba

#### Chile

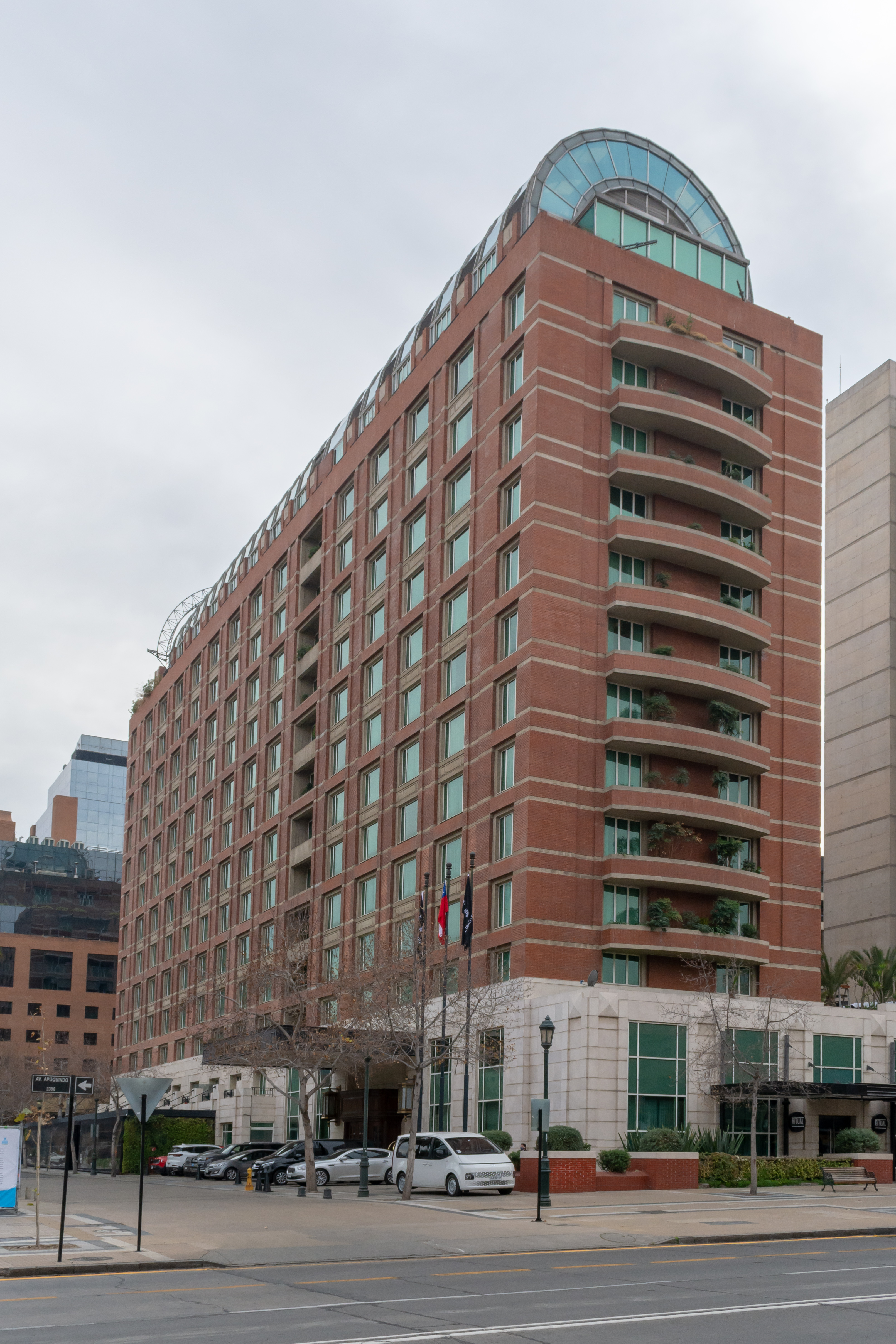
The Ritz-Carlton in Santiago

- Santiago

#### Kaimaninseln
- Grand Cayman

#### Mexiko
- Cancún
- Los Cabos

#### Puerto Rico
- Dorado Beach, a Ritz-Carlton Reserve
- San Juan

### Vereinigte Staaten und Kanada

#### Arizona
- Dove Mountain
- Phoenix

#### Colorado
- Bachelor Gulch
- Denver
- Vail, The Ritz-Carlton Club

#### Florida
- Amelia Island
- Bal Harbour, Miami
- Coconut Grove, Miami
- Fort Lauderdale
- Key Biscayne, Miami
- Naples
- Naples Golf
- Orlando, Grande Lakes
- Sarasota
- South Beach

#### Georgia
- Atlanta
- Buckhead
- Reynolds Plantation

#### Hawaii

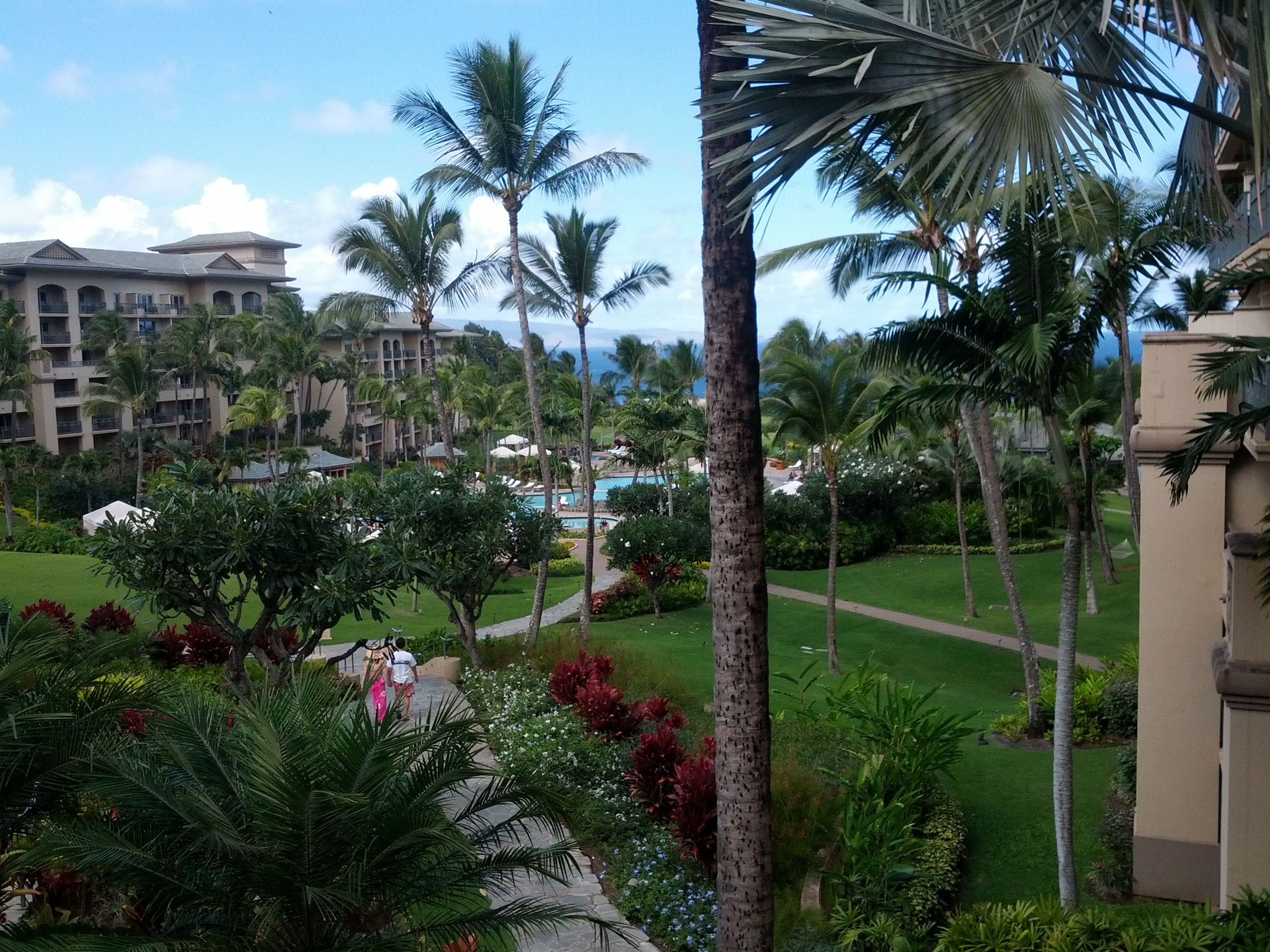
Die Parkanlage vom The Ritz-Carlton auf Maui

- Kapalua, Maui

#### Kalifornien

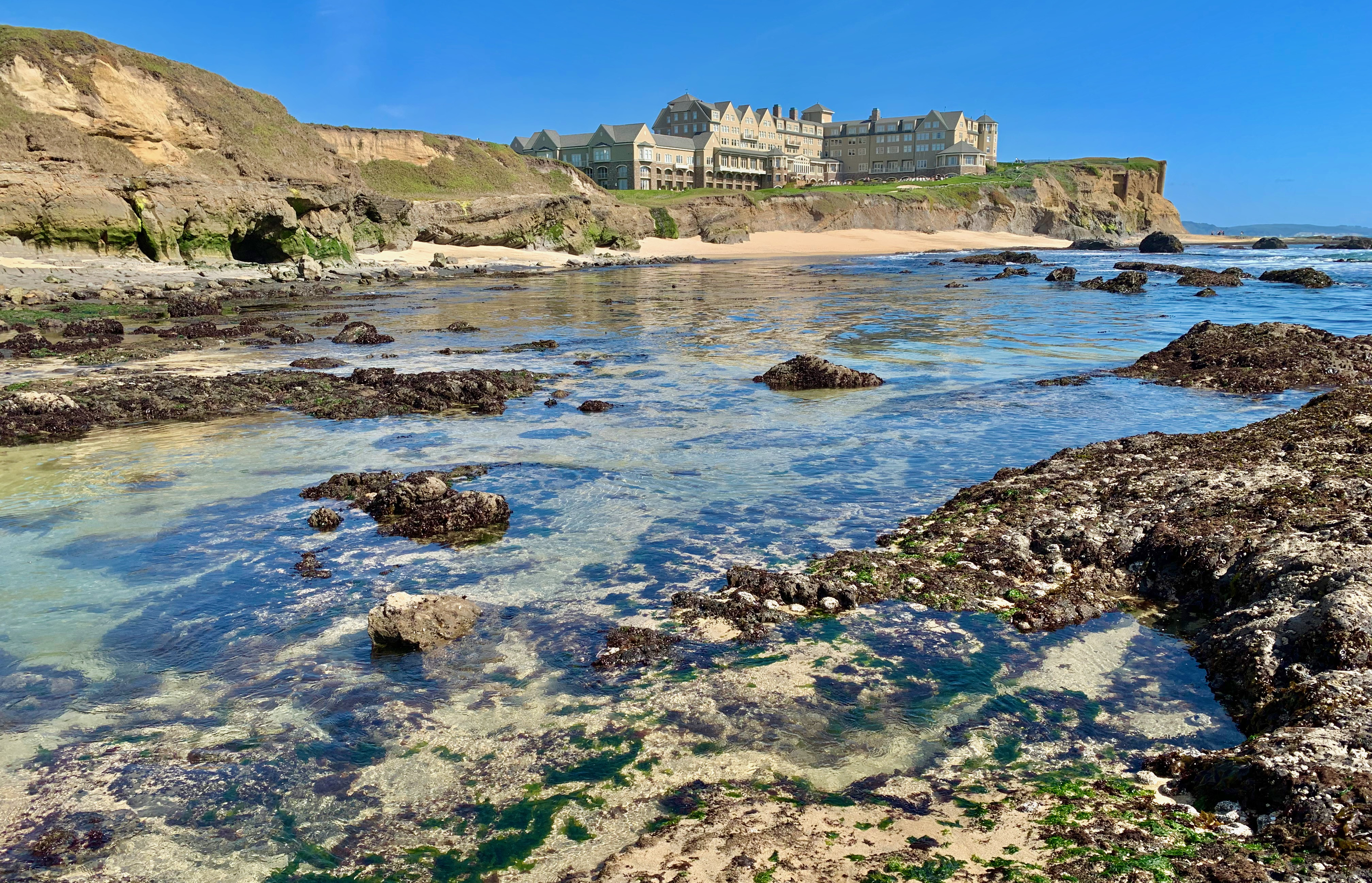
The Ritz-Carlton in Half Moon Bay

- Half Moon Bay
- Laguna Niguel
- Lake Tahoe
- Los Angeles
- Marina del Rey
- Rancho Mirage
- San Francisco

#### Louisiana
- New Orleans

#### Massachusetts
- Boston

#### Missouri
- St. Louis

#### New York
- New York City, Central Park
- New York City, NoMad

#### North Carolina
- Charlotte

#### Ohio
- Cleveland

#### Pennsylvania
- Philadelphia

#### Texas

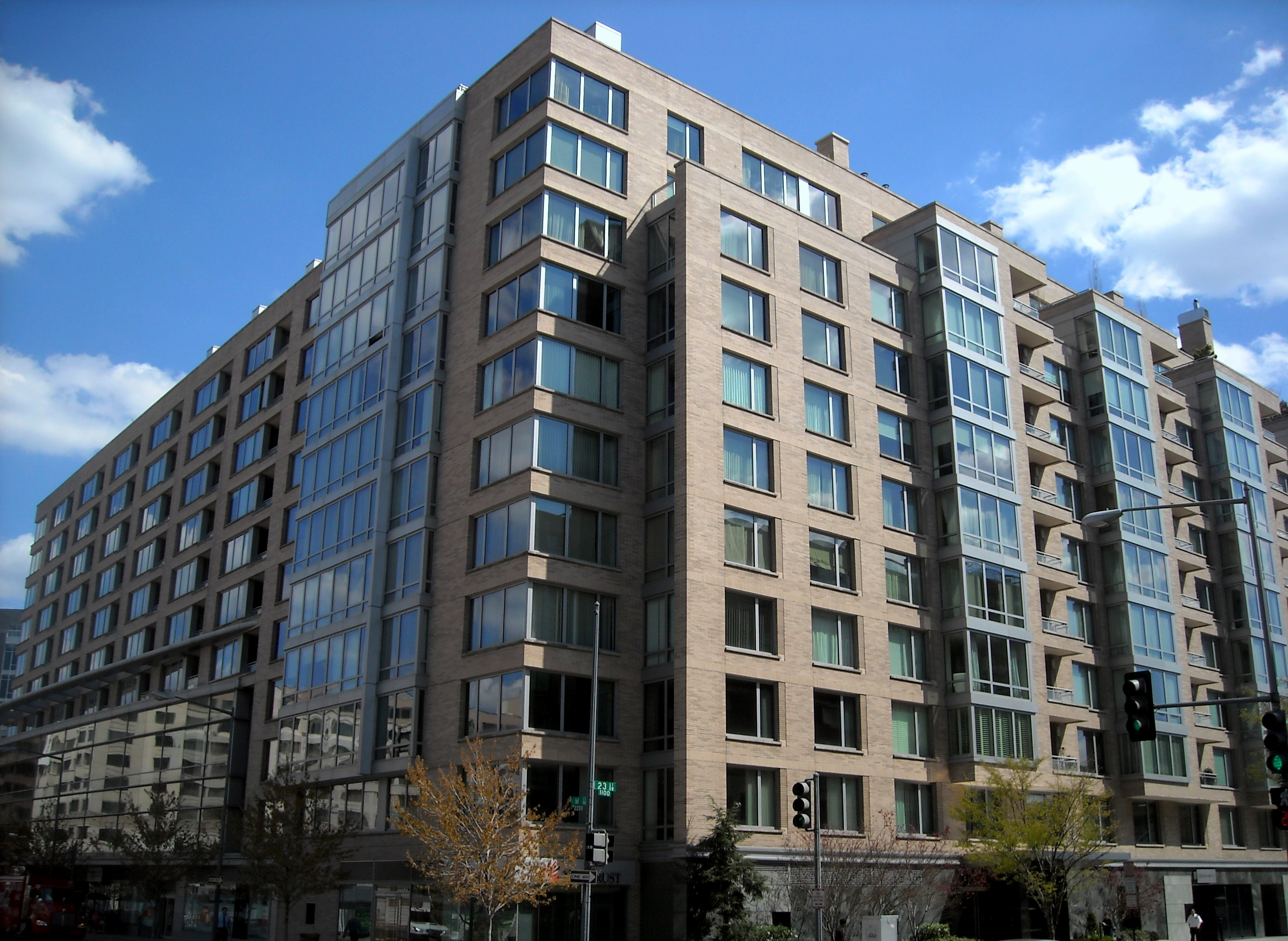
The Ritz-Carlton in Washington, D.C.

- Dallas

#### Washington D.C.
- Georgetown
- Pentagon City
- Tysons Corner

#### Ontario
- Toronto

#### Québec
- Montréal[10]

Bekannte Häuser der Kette sind beispielsweise das Arts Barcelona und das The Ritz-Carlton New York Central Park. In Österreich wurde im August 2012 am Wiener Schubertring das erste Ritz-Carlton-Haus des Landes eröffnet.
In den oberen Stockwerken des International Commerce Centre in Hongkong betreibt Ritz-Carlton das höchstgelegene Hotel der Welt.

## The Ritz-Carlton Yacht Collection
Seit 2022 betreibt das Unternehmen unter der Marke The Ritz-Carlton Yacht Collection Kreuzfahrtschiffe. Das erste Schiff kam 2022 als Evrima in Fahrt.

### Evrima
Die Evrima ist 190 Meter lang und hat eine Kapazität von bis zu 298 Passagieren. Neben 149 großen Suiten bietet die Evrima auch mehrere zweistöckige Loft-Suiten. Alle Suiten verfügen über eine private Terrasse und Fenster, die vom Boden bis zur Decke reichen. Die Größe des Schiffs ermöglicht es auch kleinere Häfen anzulaufen. Je nach Saison soll die Evrima im Mittelmeer, der Karibik, in Mittelamerika und Südamerika unterwegs sein. Das Schiff entstand bei der Werft Hijos de J. Barreras in Spanien.

### IlmaundLuminara
Das zweite Schiff, die Ilma, wurde am 12. Juli 2024 von der Werft Chantiers de l’Atlantique in Saint-Nazaire abgeliefert und ging am 2. September desselben Jahres auf ihre Jungfernfahrt. Im Juni 2025 wurde das nahezu baugleiche Schwesterschiff Luminara abgeliefert.

### Galerie

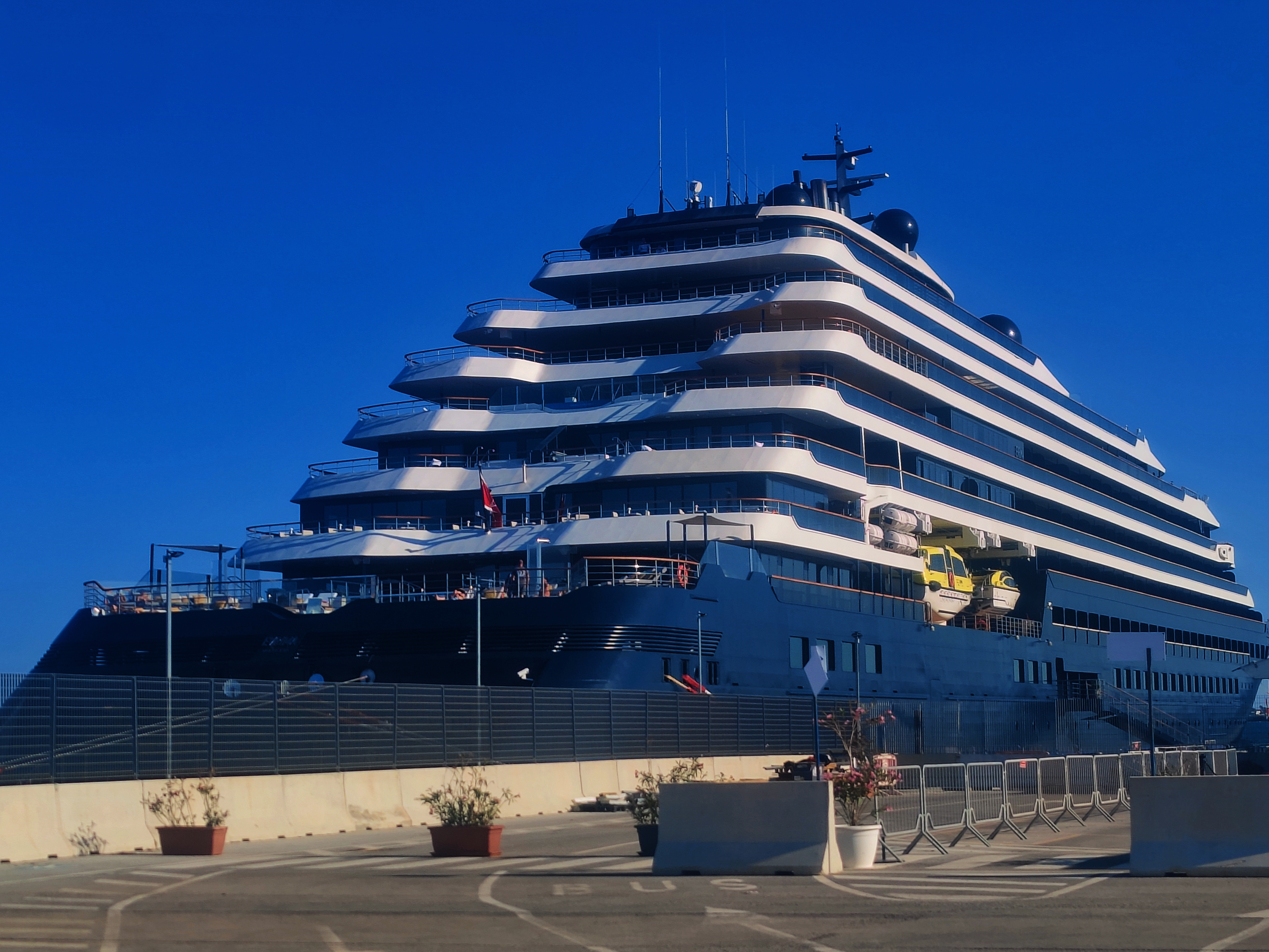
Die Evrima im Hafen von Syrakus
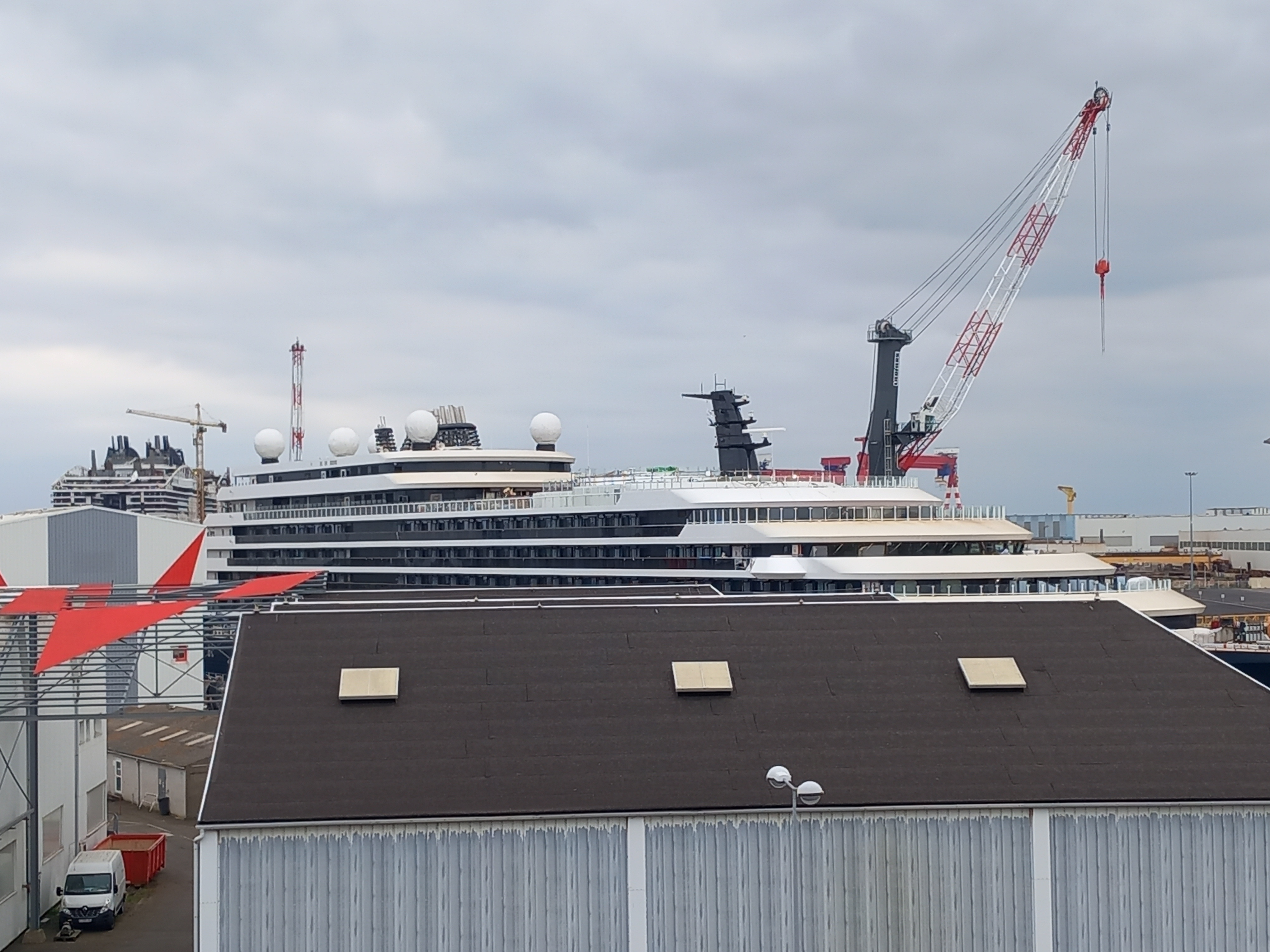
Die Ilma in der Werft in Saint-Nazaire (2024)